# Ogcodes merens
Ogcodes merens este o specie de muște din genul Ogcodes, familia Acroceridae, descrisă de Nartshuk în anul 1982. Conform Catalogue of Life specia Ogcodes merens nu are subspecii cunoscute.